# Mandeville-en-Bessin
Mandeville-en-Bessin är en kommun i departementet Calvados i regionen Normandie i norra Frankrike. Kommunen ligger i kantonen Trévières som ligger i arrondissementet Bayeux. År 2022 hade Mandeville-en-Bessin 309 invånare.

## Befolkningsutveckling
Antalet invånare i kommunen Mandeville-en-Bessin
Referens: INSEE